# James Alaka
James Alaka, né le 8 septembre 1989, est un athlète britannique spécialiste du sprint.

## Carrière
En 2011, James Alaka remporte deux médailles aux Championnats d’Europe espoirs : l'or sur 100 mètres (10 s 45), et l'argent sur 200 mètres (20 s 60), derrière le Grec Likoúrgos-Stéfanos Tsákonas (20 s 56).
James Alaka mène une carrière universitaire aux États-Unis, au sein de l'université de Washington.

### Palmarès
| Année | Compétition                   | Lieu      | Résultat | Épreuve   | Performance |
| ----- | ----------------------------- | --------- | -------- | --------- | ----------- |
| 2008  | Championnats du monde juniors | Bydgoszcz | 5e       | 4 x 100 m | 39 s 89     |
| 2011  | Championnats d’Europe espoirs | Ostrava   | 1er      | 100 m     | 10 s 45     |
| 2011  | Championnats d’Europe espoirs | Ostrava   | 2e       | 200 m     | 20 s 60     |

### Records
| Épreuve    | Performance | Lieu   | Date        |
| ---------- | ----------- | ------ | ----------- |
| 100 mètres | 10 s 22     | Eugene | 13 mai 2012 |
| 200 mètres | 20 s 45     | Eugene | 13 mai 2012 |